# Три сестры (сериал, 2025)
«Три сестры́» — российский комедийный сериал о трёх взрослых сёстрах, которые по разным причинам решили переехать жить из Нижнего Новгорода в Москву, но их влиятельная и состоятельная мать оказалась против. В главных ролях: Лариса Гузеева, Мария Климова, Павел Деревянко, Полина Гухман, Юлия Александрова.
Премьера состоялась 1 августа 2025 года в онлайн-кинотеатре Kion.

## Сюжет
Три сестры — Ира (Юлия Александрова), Оля (Мария Климова) и Маша (Полина Гухман) — давно мечтают уехать из Нижнего Новгорода в Москву. У каждой из них на это свои причины, но все они понимают, что в столице не выживут без финансовой помощи матери, влиятельной и состоятельной владелицы ювелирного бизнеса Татьяны (Лариса Гузеева). Её возвращения из отпуска в Сочи они ждут с нетерпением, чтобы рассказать о своих намерениях, получить благословение и деньги на обустройство в столице. Но все идёт не по плану, когда оказывается, что с курорта она приезжает не одна, а в компании массажиста Никиты (Павел Деревянко), который моложе её почти на 20 лет. И пока весь город судачит о внезапном романе, а молодой ухажёр становится героем фотосессий глянцевых изданий, дочери подозревают, что новоявленный член семьи — обычный аферист, который намерен завладеть деньгами Татьяны. К тому же сама Татьяна начинает вести себя странно, заявив, что больше ни дочери, ни внуки не получат никакой денежной помощи, ведь она полагает, что заслуживает счастья и благополучия для себя самой, а если близкие будут рядом и никуда не уедут — она будет счастлива вдвойне…

## Производство
Сериал снят кинокомпанией «Медиаслово» по заказу онлайн-кинотеатра Kion, при поддержке правительства Москвы и Московской области, правительства Нижегородской области, Министерства культуры и отдела кинокомиссии Нижегородской области.
Авторы сериала рассказывают, что на сюжет картины в значительной степени повлияла одноимённая пьеса Антона Павловича Чехова. Однако классические ситуации развиваются в условиях современной жизни с её правилами и темпами. Как и в оригинальном произведении в форме комедии на авансцену выходит никогда не теряющая актуальность нравственная дилемма — выбор между собственными обязательствами перед родными и близкими и личным счастьем.
Почти всех актёров на главные роли пригласили без кастинга — режиссёр сразу увидела в них будущих персонажей сериала.
Среди приглашённых персон, которые снялись в эпизодических полях — телеведущий и шоумен Павел Воля и Алиса Юнусова, дочь Тимати и Алёны Шишковой.
Съёмки сериала стартовали в июне 2024 года в городе Нижний Новгород и продлились 38 дней. В кадр попали все главные достопримечательности города, снятые с высоты птичьего полёта — Набережная Федоровского, Нижне-Волжская набережная, кремль, Стрелка, парк Швейцария.
Презентация сериала прошла 13 июля 2025 года в рамках фестиваля нового российского кино «Горький fest».
Трейлер сериала вышел 16 июля 2025 года.
Светская премьера состоялась 30 июля 2025 года в Театре на Цветном. Гостями мероприятия стали: Григорий Верник, Никита Панфилов, Виктория Дайнеко, Ираклий Пирцхалава, Ирина Безрукова, Юлия Волкова, Прохор Шаляпин и др.
Премьера состоялась 1 августа 2025 годана платформе онлайн-кинотеатра Kion.

## Актёры и персонажи

### Главные роли
| Актёр             | Роль                      |
| ----------------- | ------------------------- |
| Лариса Гузеева    | Татьяна, мама трёх сестёр |
| Павел Деревянко   | Никита, ухажёр Татьяны    |
| Юлия Александрова | Ирина, сестра             |
| Мария Климова     | Ольга, сестра             |
| Полина Гухман     | Мария, сестра             |

### Роли второго плана / эпизоды
| Актёр                | Роль                      |
| -------------------- | ------------------------- |
| Павел Попов          | Максим, муж Ольги         |
| Александр Макеев     | эпизод                    |
| Александр Цыпкин     | Антон                     |
| Александра Бурьянова | Марина                    |
| Александра Новикова  | риелтор                   |
| Алексей Макаров      | звезда                    |
| Алёна Арзамасцева    | Света                     |
| Алина Недобитко      | Яна                       |
| Алиса Юнусова        | Кира                      |
| Алла Мезенцева       | помощница Антона          |
| Анастасия Дашина     | Зоя                       |
| Анастасия Щеглова    | Карина                    |
| Андрей Коротаев      | сотрудник безопасности    |
| Андрей Курносов      | Володя                    |
| Анна Ещенко          | психолог                  |
| Антон Борисевич      | покупатель                |
| Антон Денисенко      | Женя, муж Иры             |
| Антон Наумов         | Сева                      |
| Артур Хасанов        | Темик                     |
| Ася Громова          | Соня                      |
| Вадим Руденко        | Савельев-отец             |
| Валентин Анциферов   | Стас                      |
| Вера Смолярова       | Тоня                      |
| Виктор Раков         | отец Никиты               |
| Виктория Каруна      | продавец-консультант      |
| Вячеслав Соколов     | следователь               |
| Глеб Агапычев        | сотрудник Антона          |
| Диана Бойко          | эпизод                    |
| Диана Сергиенко      | девушка-блогер            |
| Евгений Писарев      | Вадик                     |
| Евгений Чернышев     | Петя                      |
| Екатерина Тарасова   | домработница              |
| Елена Ауклович       | координатор               |
| Елизавета Кралинская | Нелли                     |
| Жанна Эппле          | Марта                     |
| Илона Плясова        | кассир                    |
| Кирилл Козаков       | Давид                     |
| Маргарита Закович    | Вера                      |
| Мария Штейн          | ведущая                   |
| Наталья Бичан        | Катя                      |
| Николай Рысев        | Рома                      |
| Николай Цонку        | Жонг                      |
| Ольга Гончарова      | ресепшеонистка            |
| Ольга Салманова      | Даша                      |
| Павел Воля           | Митя                      |
| Павел Рязанов        | Фёдор                     |
| Рамиз Алиев          | взломщик сейфов           |
| Рината Тимербаева    | Ксюша                     |
| Руслан Булатов       | Руслан                    |
| Сафия Яруллина       | Тая                       |
| Светлана Авдина      | соседка                   |
| Светлана Йозефий     | Надежда Львовна           |
| Сергей Ильин         | режиссёр                  |
| Сергей Масленников   | Валера                    |
| Сергей Рублев        | адвокат                   |
| Татьяна Монахова     | уборщица                  |
| Эдурд Магеррамов     | второй режиссёр           |
| Юлия Бруякина        | Юля, ассистент по актёрам |
| Юлия Юркевич         | сотрудница                |
| Ян Ильвес            | Андрей                    |

## Сезоны и серии
| Серия | Дата выхода     |
| ----- | --------------- |
| 1     | 1 августа 2025  |
| 2     | 1 августа 2025  |
| 3     | 8 августа 2025  |
| 4     | 8 августа 2025  |
| 5     | 15 августа 2025 |
| 6     | 15 августа 2025 |
| 7     | 22 августа 2025 |
| 8     | 22 августа 2025 |

## О сериале
Тина Канделаки, продюсер:
Проблемы, которые поднимаются в сериале «Три сестры», были и будут актуальны во все времена. Героини сериала мечтают перебраться в большой город, но есть ряд обстоятельств, которые мешают им это сделать. Мы хотим переосмыслить и рассказать зрителям эту историю с особым юмором, который привнесут в проект хорошо знакомые и любимые российскому зрителю артисты.
Игорь Мишин, продюсер:
«Три сестры» — это проект, который соединяет в себе ДНК онлайн-кинотеатра Kion и вечный чеховский мотив о странных, а порой и очень странных семейных отношениях. Героини сериала — сестры с разными взглядами — уверены, что их маму надо спасать от отношений с молодым бойфрендом. А сценаристы проекта, наоборот, дают персонажам свободу выбирать своё счастье.
Маруся Трубникова, режиссёр:
Это интересный опыт — я ещё никогда так пристально не всматривалась в женщин. Героини этой истории очень разные: Ира — 40-летняя трудоголичка, которая никак не может проститься с иллюзией семейной жизни; Оля — перфекционистка, не умеющая расслабляться; Маша — свободолюбивая, мечтающая сбежать от семьи; и мать Татьяна, которая всё и всех контролирует. Это все очень узнаваемые типажи — они похожи на меня, моих подруг, коллег. Наверняка каждая женщина в какой-то момент узнает в этих героинях и себя. Надеюсь, этот сериал будет хорошей психотерапией для зрителей.
Павел Деревянко, актёр:
Мой герой Никита — простой сочинский парень, массажист, занимается спортом, без вредных привычек. Он обычный, ничем не выдающийся человек. Никита влюбляется в героиню Ларисы Гузеевой Татьяну, которая на 17 лет его старше. По-настоящему влюбляется. Эта новость подвергает дочерей Татьяны в шок, но они даже не подозревают, какие ещё сюрпризы преподнесёт им их мама.
Юлия Александрова, актриса:
Я бы сказала, что это очень живая комедия нравов. Здесь не столько смешные ситуации сами по себе, сколько то, как мы — героини — на них реагируем. Это про характеры, про семейные роли, про скрытые обиды и нежности, которые всегда есть между близкими. В этом и есть узнаваемость. Это действительно очень женская история, где каждая героиня по-своему сильная, но при этом уязвимая. Получилась не просто комедия про новые отношения мамы, а честный рассказ о том, как все мы учимся друг друга слышать и принимать.

Антон Денисенко, актёр:
Я играю Женю, мужа старшей из сестёр — Иры. Уже когда читал сценарий, отметил, что мне импонирует его отношение к жизни и подход к решению проблем. Женя — лёгкий, непринуждённый, но ни в ком случае не поверхностный. Знаете, есть люди, которые из мелкой неприятности могут раздуть трагедию. А Женя, напротив, даже через серьёзные конфликты и проблемы проходит с юмором и оптимизмом. Пожалуй, это и привлекло меня в нём больше всего. Что касается подготовки к роли, тут всё стандартно. В театральном институте нас учили: всё, что с тобой происходит, все жизненные ситуации, знакомства с яркими, нетривиальными людьми нужно анализировать и складывать в так называемый «актёрский сундучок». А когда наступает момент, ты просто достаёшь из памяти нужное наблюдение. Женю я собрал из нескольких своих знакомых, чуть доработал и присвоил себе.
Полина Гухман, актриса:
Я играю младшую сестру. Лариса Андреевна прекрасна, с ней поначалу было сложно найти общий язык, но мы постарались, и у нас получилось. Она не строгая, хорошая. Я ради этого сериала училась кататься на байке, было несложно и мне понравилось.
Павел Воля, актёр, телеведущий:
Маруся Трубникова, несмотря на то что это её режиссёрский дебют, отлично себя проявила. Очень внимательный и продуманный подход — она чётко знала, чего хочет добиться, оставаясь при этом открытой к предложениям. Маруся — молодец! Команда — золото!.

## Критика
Большинство зрительских отзывов и рецензий кинокритиков на сериал положительные. Особо высоко зрители оценивают игру главной героини – Ларисы Гузеевой, которая редко снимается в сериалах, тем более у молодых режиссёров (для Марии Трубниковой сериал стал дебютом).
Кинокритик Алина Алмакаева пишет: «Сериал не претендует на высокие литературные достижения, а скорее обращается к широкой аудитории с помощью лёгкого юмора, слегка саркастических моментов и живых характеров… „Три сестры“ — это яркая летняя комедия, наполненная множеством жизненных ситуаций, с лёгким налётом абсурда и смешанных эмоций. Сюжет затрагивает актуальные темы о поиске счастья и личных желаниях в условиях семейных обязанностей. С точки зрения юмора, проект может понравиться поклонникам лёгких комедий и семейных драм, но ожидать от него глубоких философских откровений не стоит».
Тимур Алиев (Okko): «В сценарии замешаны и абсурд, и метафоры, и аллюзии на современность. Чего здесь нет, так это текста Чехова, а из пресловутых „ружей“ в первых двух эпизодах разве что загадочный герой Павла Воли, который появляется в одной сцене и выступает рассказчиком… Сказать, что новый сериал предлагает какой-то необычный взгляд на классическое произведение, трудно. Кинематографисты будто пропустили текст пьесы через нейросеть, задав ключевые слова „Нижний Новгород, наши дни, Лариса Гузеева, богачи, страсти“. Актёрская игра популярной телеведущей оставляет желать лучшего. Не особо блещут и три сестры, каждая из которых тянет одеяло на себя… Скромный хронометраж эпизодов (по 30 минут) в совокупности с клиповым монтажом и узнаваемыми героями с телевидения могут превратить „Трёх сестёр“ в будущий хит. Да, это отнюдь не панегирик Чехову, но своего рода аллегория на поиск семейного счастья в русской провинции в исключительно лёгком и поверхностном формате».
Денис Карташова («Столичный курьер»): «У сериала три главных слагаемых успеха. Во-первых, актёрский состав. И речь не только о главных героях (Деревянко, который, как всегда, неотразим, и Лариса Гузеева, которая шикарна настолько, что одно её появление делает рейтинги проектам), а о персонажах, которые появляются в эпизодах. Сплошные селебрити и профессионалы. Особенно понравилась Рината Тимербаева (известная зрителям по недавнему кинохиту «Красная Поляна»). Во-вторых, оригинальность сюжета. Авторы не стали делать очередную постановку «Трёх сестёр» Чехова, пытаться сделать ремейк чего-то уже очень известного или ставить классику. Они сделали современный сериал, с современными проблемами, современными ситуациями, при этом его даже не с чем сравнить – как говорится, «уровень свежести» на высоте. Наконец, в-третьих, хороший юмор. Это вам не «так называемая комедия», которая не смешна. Юмор красивый, не пошлый. Да даже описание сюжета, если не смотреть ни одной серии, а просто прочитать анонс, вызывает улыбку… Убеждён, сериал однозначно получит продолжение и станет новым кинохитом».
Оксана Чертова («Метро»): «Сценарист сериала Екатерина Богомолова ранее работала над одним из сезонов проекта Цыпкина „Беспринципные в Питере“. Однако, в отличие от той саги о жизни богатых (и тоже с Павлом Деревянко), в этой истории вместо Патриков на первый план выходит открыточно-нарядный Нижний Новгород, что периодически превращает сериал в зазывающий рекламный ролик какого-нибудь турагентства, после просмотра которого так и хочется воскликнуть: „В Нижний, в Нижний!“».